# Торатау
Торатау (на башкирски: Торатау – „крепост-планина“) е един от четирите единични хълма, намиращи се в район Ишимбайски на Башкортостан (Башкирия), на границата с град Стерлитамак. Хълмът има статут на уникален геологически обект, включен е в Списъка на геологическото наследство от световно значение „GEOSITES“.
Торатау е остатък е от долнопермския (късен палеозой) рифов масив, образуван преди повече от 230 милиона години в тропическото море (Уралски океан).

## Географска характеристика
Дължина – 1 km, ширина 850 m, височина – над река Белая – 220 m, над нивото на почвата – 200 m, абсолютна височина над морското равнище – 338 m.
Има конусовидна форма. Наклоните са 20 – 30°, но не образуват скални первази. В подножието на хълма Торатау има известен минерален извор, който е свързан с халогенно-сулфатния карст на планинския масив.
В подножието на Торатау се намира езерото Тугарсалган.
- Хълмът Торатау, Република Башкортостан. Цветовете на снимката съвпадат с цветовете от флага на републиката.
- Торатау през зимата